# Pseudodinia cinerea
Pseudodinia cinerea är en tvåvingeart som beskrevs av Barber 1985. Pseudodinia cinerea ingår i släktet Pseudodinia och familjen markflugor.
Artens utbredningsområde är Colorado. Inga underarter finns listade i Catalogue of Life.